# Heinz Schreiter (Komponist)
Heinz Schreiter (* 9. August 1915 in Leipzig; † 1. Januar 2006 in Berlin) war ein deutscher Komponist und Maler.

## Leben
Heinz Schreiter war 1933 als Klarinettist am Mecklenburgischen Landestheater tätig. Ab 1937 leistete er Militärdienst, der durch eine schwere Verwundung Schreiters während des Zweiten Weltkriegs unterbrochen wurde. Er studierte dann zwei Semester bei Karl Höller in Frankfurt am Main. Nach Kriegsende und Gefangenschaft setzte er 1950 seine Kompositionsstudien bei Boris Blacher in Berlin fort. Ab 1955 wirkte er als freischaffender Komponist in (West-)Berlin.
Schreiter komponierte Kammermusik (u. a. ein Klarinettenquintett und ein Bläsertrio), Vokalwerke und gehobene Unterhaltungsmusik. Als Filmkomponist steuerte er insbesondere Musik zu Walt-Disney-Produktionen bei, wie Ein Gruß aus Wien (1962), Emil und die Detektive (1964) und Ballerina (1966). Weiterhin komponierte er die Filmmusik zu dem Prostitutions-Drama Sperrbezirk (1966).
Später beschäftigte sich Schreiter auch autodidaktisch mit der Malerei. Sein Gemälde Der Tag, an dem der Tod erschlagen wurde oder Solidarität hilft siegen (1971/1972, Tempera und Öl auf Leinwand, 117 × 165 cm) wurde in die Sammlung der Berlinischen Galerie aufgenommen.

## Kompositionen (Auswahl)
- Lieben Sie Offenbach?, Suite nach Themen von Jacques Offenbach, Uraufführung Berlin
- Ein Paul-Lincke-Porträt, Ouvertüre für Orchester
- Sonatine, für Horn und Klavier, Verlag Bote & Bock 1954
- Der Neffe der Marchesa, Suite I und II, Ballett, Musik nach Motiven von Gaëtano Donizetti, Uraufführung Gelsenkirchen 1960
- Afrokubanische Invention, Unterhaltungsmusik für großes Orchester, Sirius-Verlag 1963
- Die grüne Insel / Ein Liebeslied aus Irland, Potpourri, Salonorchester-Ergänzung, Apollo-Verlag 1969
- Russische Walzer-Rhapsodie, für zwei Klaviere, Apollo-Verlag 1970
- Vietnamesische Erfahrungen, Kantate, 1973, Uraufführung Berlin, Hanns-Eisler-Chor Berlin, Christa Hoffmann, 1973
- Duo für zwei Violinen, 1974, Uraufführung Berlin, Alexander Labko und Erntraud Passin, 1979
- Das tote kleine Mädchen, Chorlied nach Nazim Hikmet, 1982, Uraufführung Berlin 1984[4]